# Эскадренные миноносцы типа «Адмирален»
Эскадренные миноносцы типа «Адмирален» (нидерл. Admiralenklasse onderzeebootjager) — тип эскадренных миноносцев, построенных для нидерландского королевского флота в 1920-х годах.
Строились немного отличающимися друг от друга сериями, вследствие чего иногда выделяют два типа кораблей — тип «Van Ghent» и тип «Van Gаlen». Названы в честь адмиралов голландского флота.

## История строительства и службы
В начале 1920-х гг. голландский флот приступил к замене отслуживших свой век эсминцев типа «Roofdier» («Fret»), построенных до начала Первой мировой войны. Проект разработан Ярроу и базировался на конструкции построенного им для брит, флота ЭМ «Ambuscade», но был приспособлен к условиям строительства на голландских верфях. Четыре эсминца были заложены летом 1925 г.
Вторая серия эсминцев типа «Admiralen» отличалась от первой главным образом котлами с повышенными параметрами пара (25 атм. вместо 17), увеличенным на 30 тонн запасом топлива и возросшей за счет этого дальностью плавания.

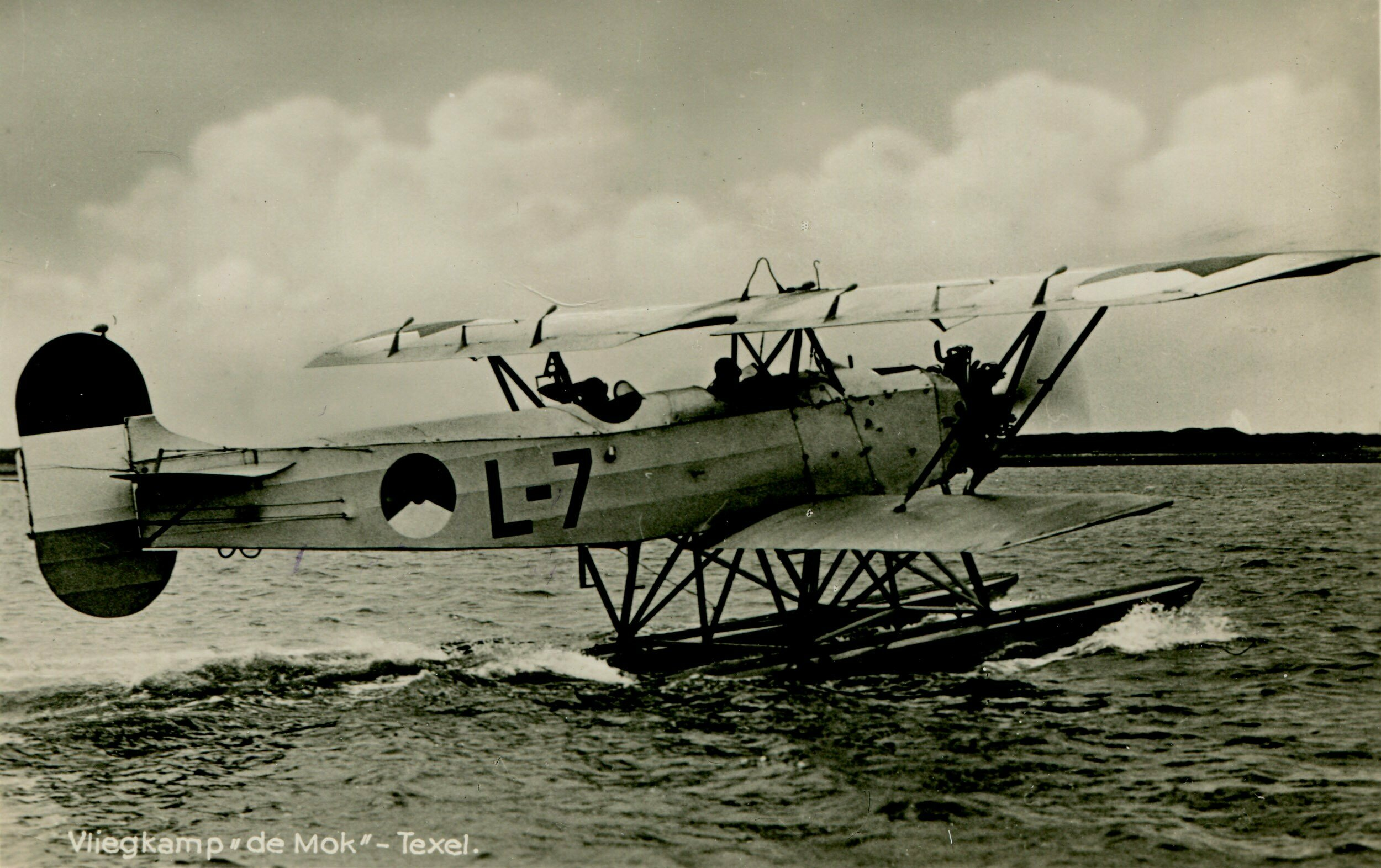
Fokker C.VII-W

Самой необычной деталью проекта была возможность приема на борт гидросамолета, необходимого, по мнению руководства ВМС, для службы в водах Голландской Ост-Индии. Для размещения самолёта над вторым торпедным аппаратом была устроена легкая платформа, на которую он должен был подниматься стрелой, располагавшейся рядом с грот-мачтой. Стандартным гидросамолетом был Fokker C.VII-W.
Все корабли погибли в годы Второй мировой войны. «Bankert» впоследствии был поднят японцами и введен в строй, как патрульный корабль. После войны возвращен Нидерландам и потоплен в 1949, как мишень.

## Представители проекта

### тип «Van Ghent»
| Название                            | Закладка  | Спуск на воду | Вступление в строй | Судьба |
| ----------------------------------- | --------- | ------------- | ------------------ | --- |
| «Van Ghent»                         | 28.8.1925 | 23.10.1926    | 31.5.1928          | Тяжело повреждён 15.2.1942 в результате посадки на риф у Чиличапа, добит артиллерией эсминца «Банкерт»                                   |
| «Evertsen»                          | 5.8.1925  | 29.12.1926    | 31.5.1928          | Тяжело поврежден 28.2.1942 в бою с япон. ЭМ «Shirakumo» и «Murakumo» в проливе Сунда, выбросился на берег, где 1.3.1942 взорван экипажем |
| «Kortenaer»                         | 24.8.1925 | 30.7.1927     | 3.9.1928           | Потоплен 27.2.1942 торпедой японского тяжёлого крейсера «Хагуро» в Яванском море                                                         |
| «Piet Hein» (до 1933 — «De Ruyter») | 16.8.1925 | 2.4.1927      | 25.1.1928          | Потоплен 19.2.1942 япон. ЭМ «Asashio», «Oshio», «Mitishio» в прол. Бадунг                                                                |

### тип «Van Galen»
| Название        | Закладка  | Спуск на воду | Вступление в строй | Судьба |
| --------------- | --------- | ------------- | ------------------ | --- |
| «Bankert»       | 15.8.1928 | 14.11.1929    | 14.11.1930         | 2.3.1942 затоплен в Сурабае; поднят японцами, 20.4.1944 вошел в состав японского флота как СКР Р-106; в августе 1945 года возвращен Нидерландам, но в строй не вводился, потоплен как мишень в сентябре 1949 года. |
| «Van Galen»     | 28.5.1927 | 28.6.1928     | 22.10.1929         | 10.5.1940 потоплен германским бомбардировщиками в Роттердаме. |
| «Van Nes»       | 15.8.1928 | 30.3.1930     | 12.3.1931          | 17.2.1942 потоплен самолётами с японского авианосца «Рюдзё» в проливе Банка. |
| «Witte de With» | 28.5.1927 | 11.9.1928     | 20.2.1930          | 1.3.1942 тяжело поврежден японской авиацией в Сурабае, затоплен там же 2.3.1942. |